# Research and Analysis Wing

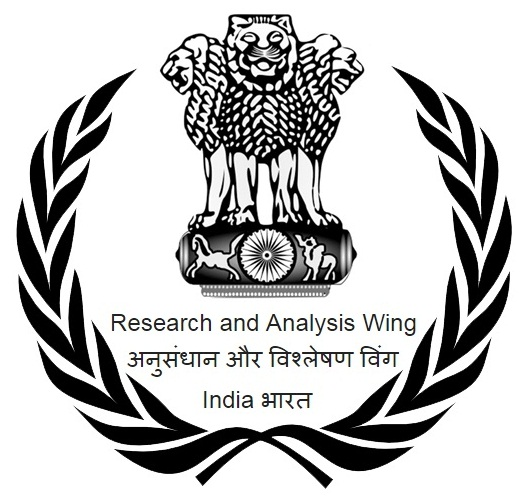
Research and Analysis Wing, Ministry of Home Affairs, Government of India

Der Research and Analysis Wing (abgekürzt R&AW oder auch RAW; Hindi: अनुसंधान और विश्लेषण विंग) des Ministry of Home Affairs ist der Auslandsnachrichtendienst Indiens.

## Aufgaben
Hauptaufgaben des R&AW sind die Sammlung ausländischer Informationen, die Terrorismusbekämpfung, die Bekämpfung der Verbreitung von Massenvernichtungswaffen, die Beratung der indischen Politik und die Förderung der strategischen Interessen Indiens im Ausland. Er ist auch für die Sicherheit des indischen Nuklearprogramms zuständig.
Der Leiter des R&AW wird als Secretary to Government of India (Research) im Cabinet Secretariat benannt und untersteht dem indischen Premierminister ohne parlamentarische Kontrolle. Auf administrativer Ebene untersteht der Direktor dem Kabinettssekretär, der wiederum dem Premierminister unterstellt ist.
Der derzeitige Leiter des R&AW mit Sitz in Neu-Delhi ist Samant Goel.

## Geschichte
Vor der Gründung des Research and Analysis Wing war für die Sammlung von Informationen in Übersee in erster Linie das Intelligence Bureau zuständig, das von der British Raj eingerichtet worden war. In Anbetracht der politischen Unruhen in der Welt, die schließlich zum Zweiten Weltkrieg führten, wurden 1933 die Aufgaben des Intelligence Bureau (IB) auf die Sammlung von nachrichtendienstlicher Informationen entlang der indischen Grenzen ausgeweitet.
Im Jahr 1947, nach der Unabhängigkeit Indiens, übernahm Sanjeevi Pillai als erster indischer Direktor das IB. 1949 organisierte Pillai einen kleinen Auslandsnachrichtendienst, der sich jedoch mit dem indischen Debakel im Chinesisch-Indischen Krieg von 1962 als ineffektiv erwies. Das Versagen des Auslandsnachrichtendienstes veranlasste den damaligen Premierminister Jawaharlal Nehru, die Einrichtung eines eigenen Auslandsnachrichtendienstes anzuordnen.
Der Research and Analysis Wing entstand 1968. Während der neunjährigen Amtszeit seines ersten Sekretärs, Rameshwar Nath Kao, erlangte der R&AW in Geheimdienstkreisen schnell an Bedeutung und spielte eine Rolle bei wichtigen Ereignissen wie dem Beitritt des Staates Sikkim zu Indien im Jahr 1975. Nach entsprechenden Publikationen unterstützt der R&AW mutmaßlich die pakistanischen Taliban, um so das verfeindete Nachbarland von innen heraus zu schwächen.
Der R&AW schottet sich deutlich stärker als der pakistanische ISI von der Öffentlichkeit ab, mit dem Resultat, dass so gut wie nichts über seine Strukturen, Ziele und Operationen bekannt ist.

## Untergeordnete Einheiten
- Electronics and Technical Services (ETS)
- Aviation Research Centre
- Special Group
- Radio Research centre